# Firestone Indy 400 2003
Firestone Indy 400 2003 var ett race som var den tionde deltävlingen i IndyCar Series 2003. Racet kördes den 27 juli på Michigan International Speedway. Alex Barron skrällde och vann redan i sin andra tävling för Mo Nunn Racing. Titelförsvarande Sam Hornish Jr. inledde sin spektakulära comeback in i mästerskapskampen med en andraplats. Han var fortfarande långt efter täten sammanlagt. Ingen av titelkombattanterna nådde prispallen, men med en femteplats tog sig Scott Dixon upp i mästerskapsledning, endast en poäng före racets sjua Gil de Ferran. Den tidigare ledaren Tony Kanaan tvingades bryta efter ett motorhaveri.

## Slutresultat
| Plats | Förare            | Team                     | Grid | Kvaltid |
| ----- | ----------------- | ------------------------ | ---- | ------- |
| 1     | Alex Barron       | Mo Nunn Racing           | 6    | 32,522  |
| 2     | Sam Hornish Jr.   | Panther Racing           | 4    | 32,456  |
| 3     | Tomas Scheckter   | Chip Ganassi Racing      | 1    | 32,365  |
| 4     | Scott Sharp       | Kelley Racing            | 10   | 32,658  |
| 5     | Scott Dixon       | Chip Ganassi Racing      | 2    | 32,370  |
| 6     | Tora Takagi       | Mo Nunn Racing           | 11   | 32,703  |
| 7     | Gil de Ferran     | Marlboro Team Penske     | 9    | 32,598  |
| 8     | Roger Yasukawa    | Fernández Racing         | 12   | 32,735  |
| 9     | Al Unser Jr.      | Kelley Racing            | 5    | 32,510  |
| 10    | Greg Ray          | Access Motorsports       | 7    | 32,528  |
| 11    | Buddy Rice        | Cheever Racing           | 18   | 33,359  |
| 12    | Buddy Lazier      | Hemelgarn Racing         | 21   | 33,788  |
| 13    | Robbie Buhl       | Dreyer & Reinbold Racing | 19   | 33,576  |
| 14    | A.J. Foyt IV      | A.J. Foyt Enterprises    | 16   | 32,944  |
| 15    | Sarah Fisher      | Dreyer & Reinbold Racing | 20   | 33,585  |
| 16    | Tony Kanaan       | Andretti Green Racing    | 15   | 32,905  |
| 17    | Hélio Castroneves | Marlboro Team Penske     | 3    | 32,439  |
| 18    | Kenny Bräck       | Team Rahal               | 8    | 32,587  |
| 19    | Bryan Herta       | Andretti Green Racing    | 14   | 32,857  |
| 20    | Dan Wheldon       | Andretti Green Racing    | 13   | 32,809  |
| 21    | Vitor Meira       | Team Menard              | 17   | 33,112  |